# 大伴和武多麻呂
大伴 和武多麻呂（おおとも の わむたまろ）は、平安時代初期の貴族。参議・大伴潔足の子とする系図がある。官位は従五位上・左近衛少将。

## 経歴
平城朝にて従五位下・左近衛少将に叙任される。大同4年（809年）従五位上に昇叙され、常陸権介を兼ねる。
大同5年（810年）薬子の変が発生すると、武蔵権介次いで日向権守に左遷された。

## 人物
先祖伝来の射礼の作法を良く伝えていた。同じく射礼の作法を受け継いでいた紀興道と並び称されたという。

## 官歴
『日本後紀』による。
- 時期不詳：従五位下。左近衛少将
- 大同4年（809年） 正月16日：兼常陸権介。4月14日：従五位上
- 大同5年（810年） 9月10日：武蔵権介。9月15日：日向権守

## 系譜
- 父：大伴潔足[2]
- 母：不詳
- 生母不明の子女
  - 男子：伴須賀雄[2]
  - 女子：源能有室[2]